# Theridion fastosum
Theridion fastosum là một loài nhện trong họ Theridiidae.
Loài này thuộc chi Theridion. Theridion fastosum được Eugen von Keyserling miêu tả năm 1884.